# Crithagra ankoberensis
Crithagra ankoberensis е вид птица от семейство Чинкови (Fringillidae). Видът е световно застрашен, със статут Уязвим.

## Разпространение
Видът е разпространен в Етиопия.